# Гидродинамический радиус
Гидродинамический радиус (англ. hydrodynamic radius или Stokes radius, Stokes-Einstein radius) — размер объекта, который рассчитывается, исходя из предположения о его сферической форме, по величине коэффициента диффузии в жидкости.

## Описание
Коэффициент диффузии D шара в жидкости по формулам Стокса и Эйнштейна равен
{\displaystyle D={\frac {kT}{6\pi \eta R}},}
где {\displaystyle k} — постоянная Больцмана, {\displaystyle T} — температура в кельвинах, {\displaystyle \eta } — вязкость жидкости, {\displaystyle R} — радиус шара. Рассчитанный из этого соотношения по величине коэффициента диффузии радиус и называется гидродинамическим радиусом частицы или макромолекулы.
В свою очередь, для нахождения коэффициента диффузии коллоидных частиц в растворе можно использовать метод неупругого светорассеяния. В некоторых случаях точность метода позволяет определить появление молекулярных адсорбционных слоев на поверхности частиц по изменению их среднего гидродинамического радиуса. Анализируя данные неупругого светорассеяния, можно рассчитать также распределение частиц по размеру в диапазоне от нескольких нанометров до нескольких микрометров.